# 派德贝尔韦斯
派德贝尔韦斯（法語：Pays de Belvès，法語發音：[pei də bɛlvɛs]，意为“贝尔韦斯之地区”）是法国多尔多涅省的一个市镇，属于萨拉拉卡内达区。该市镇于2016年由原市镇贝尔韦斯和圣阿芒德贝尔韦斯合并而成。

## 地理
派德贝尔韦斯（44°46'37.06"N, 1°0'20.15"E）面积30.72 平方千米，位于法国新阿基坦大区多爾多涅省，该省份为法国西南部内陆省份，是法國本土面积第三大的省，大致对应佩里戈尔地区，北起顺时针与夏朗德省、上维埃纳省、科雷兹省、洛特省、洛特-加龙省、吉倫特省和滨海夏朗德省接壤。
与派德贝尔韦斯接壤的市镇（或旧市镇、城区）包括：卡普德罗、拉尔扎克、蒙普莱桑、萨日拉、卡尔沃、格里沃、杜瓦萨、圣富瓦德贝尔韦斯、萨勒德贝尔韦斯、圣马尔科里、圣阿维里维耶尔、圣帕尔杜和维耶尔维克。
派德贝尔韦斯的时区为UTC+01:00、UTC+02:00（夏令时）。

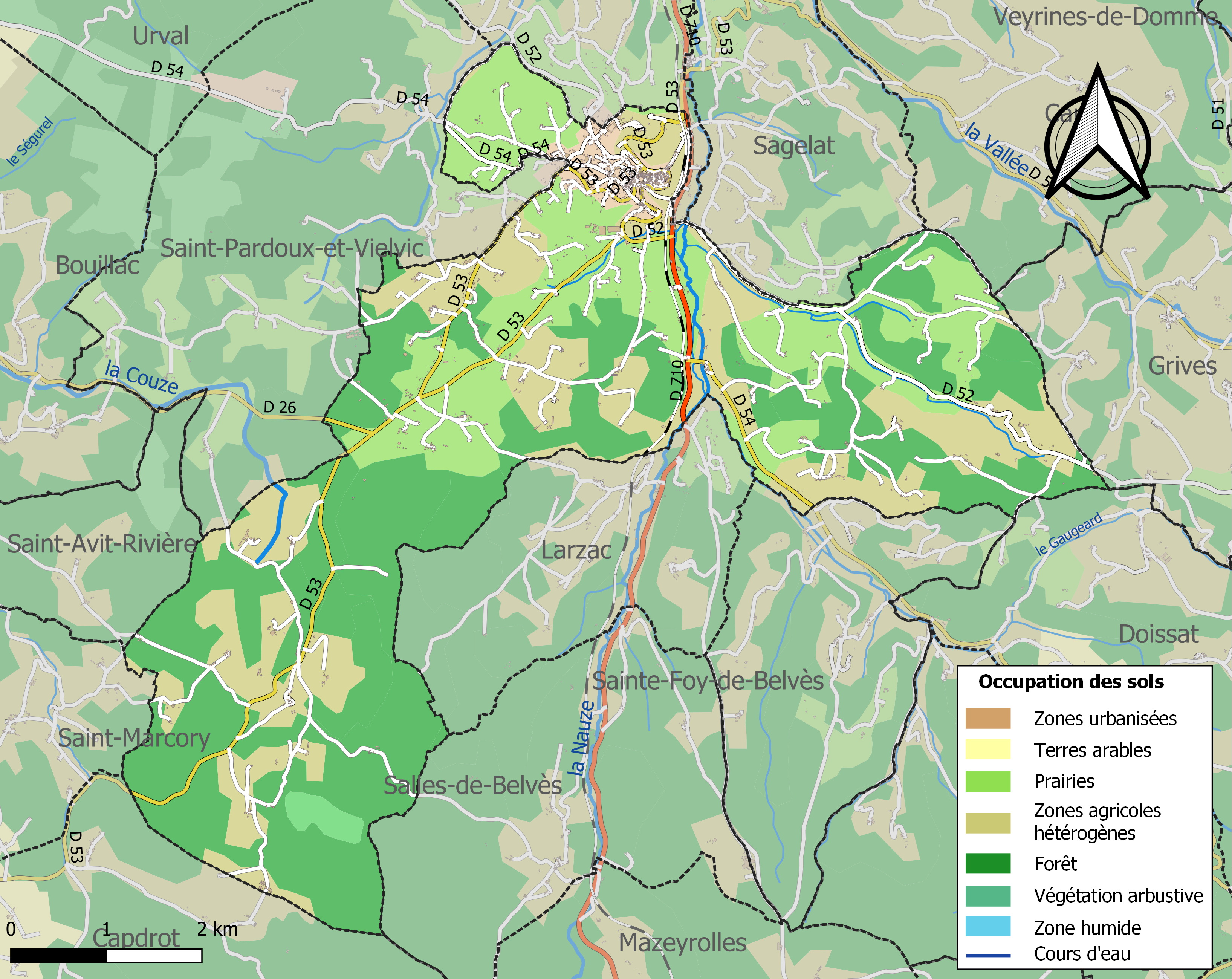
派德贝尔韦斯的OSM定位图

## 行政
派德贝尔韦斯的邮政编码为24170，INSEE市镇编码为24035。

## 政治
派德贝尔韦斯所属的省级选区为多尔多涅河谷县。

## 人口
派德贝尔韦斯于2022年1月1日时的人口数量为1310人。